# Cimetière britannique de Montbrehain
Le cimetière « Montbrehain British Cemetery » est un des trois  cimetières militaires  de la Première Guerre mondiale situés sur le territoire de la commune de Montbrehain, Aisne. Les deux autres sont Higt Tree Cemetery situé non loin de la ferme de l'Arbre-Haut et Calvaire Cemetery situé dans le village, rue du cimetière.
Le village de Montbrehain dans l'Aisne (région Hauts-de-France) possède 3 cimetières militaires du Commonwealth : Higt Tree Cemetery, Calvaire Cemetery et Montbrehain British Cemetery qui est un cimetière militaire situé à Montbrehain, à 400 mètres du village sur la route de Fontaine-Uterte. Il contient les tombes de 89 victimes de la Première Guerre mondiale : 86 soldats britanniques et 3 soldats australiens.

## Localisation
Ce cimetière est situé à 2 km au sud du village, sur la D283, route de Fontaine-Uterte.

## Histoire

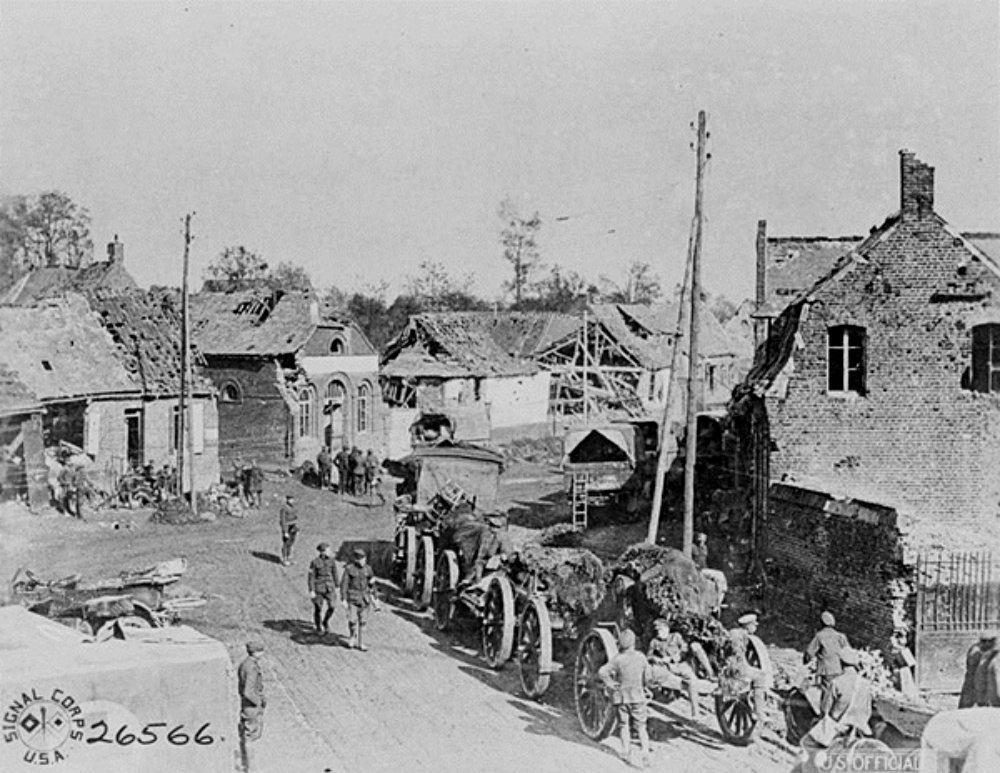
Troupes australo-britanniques dans Montbrehain après la prise du village les 5 et 6 octobre 1918.

Occupé dès la fin août 1914 par les troupes allemandes, Montbrehain  est resté  loin des combats jusqu'en octobre 1918. Le village de Montbrehain fut pris le 3 octobre 1918, par trois bataillons du Royaume-Uni des Sherwood Foresters de la 46e division ; mais, accablés par les bombardements allemands, les soldats britanniques ne purent tenir l'endroit. Le village fut finalement capturé deux jours plus tard, par les 21e et 24e bataillons d'infanterie australiens ; au prix d'une cinquantaine de morts alliés.
C'est la dernière action impliquant l'infanterie australienne sur le front occidental pendant la Première Guerre mondiale. Après la rupture de la ligne Hindenburg, l'attaque de Montbrehain, le 5 octobre 1918, représentait une tentative d'enfreindre le système complexe des défenses allemandes basé sur le système de ligne de tranchées de Beaurevoir. Avançant tôt le matin du 5 octobre, la 6e Brigade AIF réussit à occuper le village et prit ainsi 400 prisonniers allemands. Cette Bataille de Montbrehain fit 430 victimes australiennes,.

## Caractéristiques
Ce  cimetière contient les tombes de 89 victimes de la Première Guerre mondiale : 86 soldats britanniques et 3 soldats australiens.

## Galerie

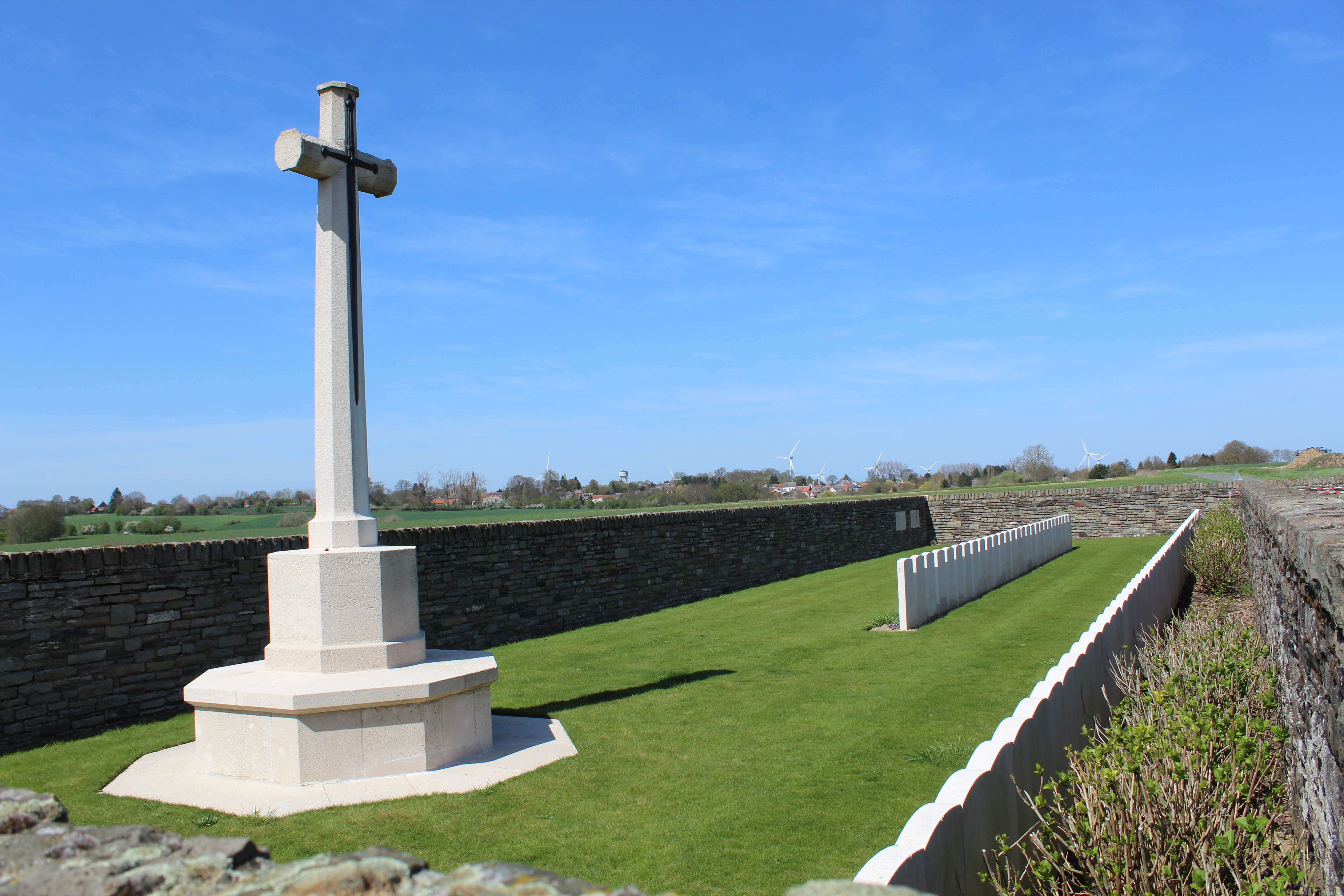
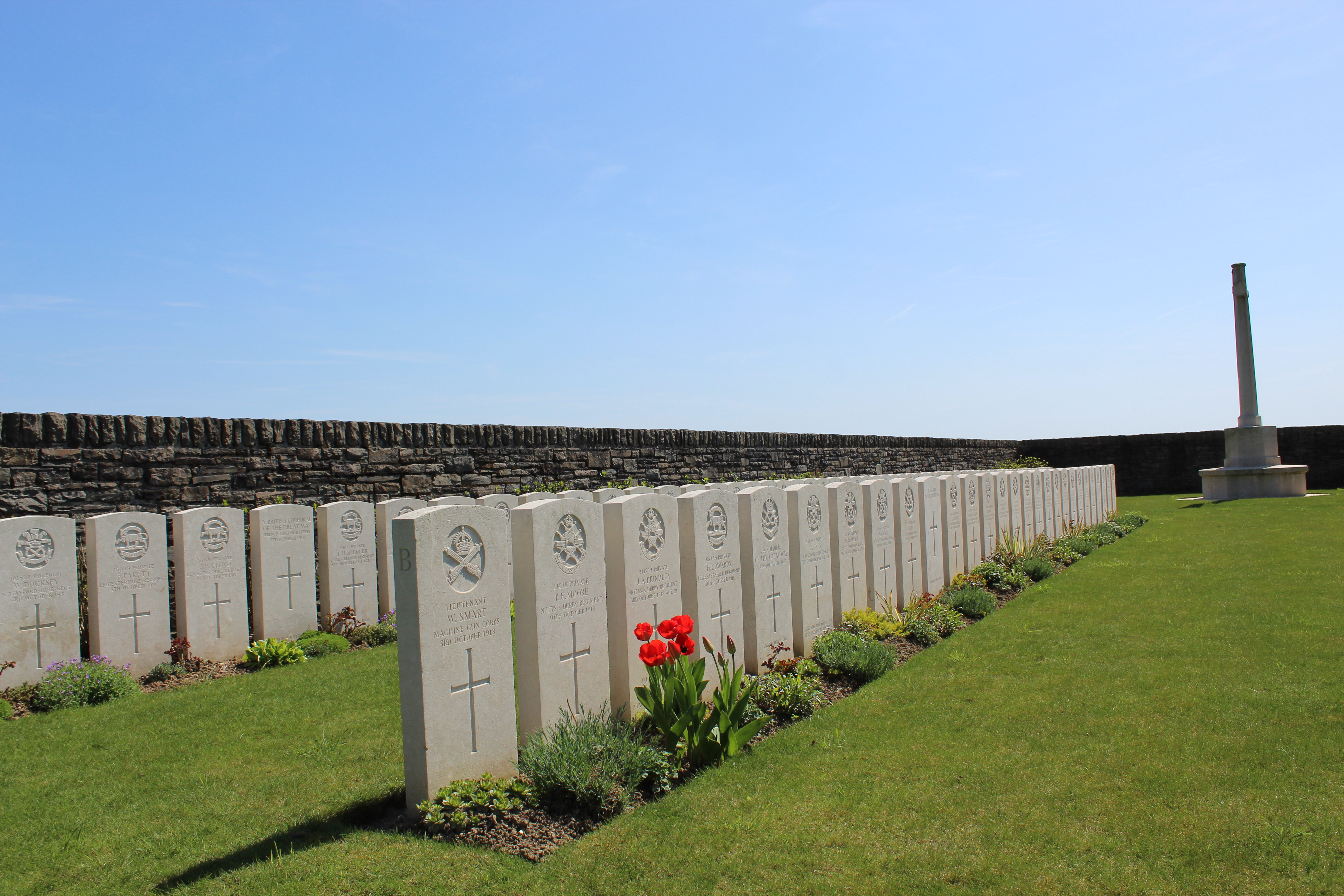
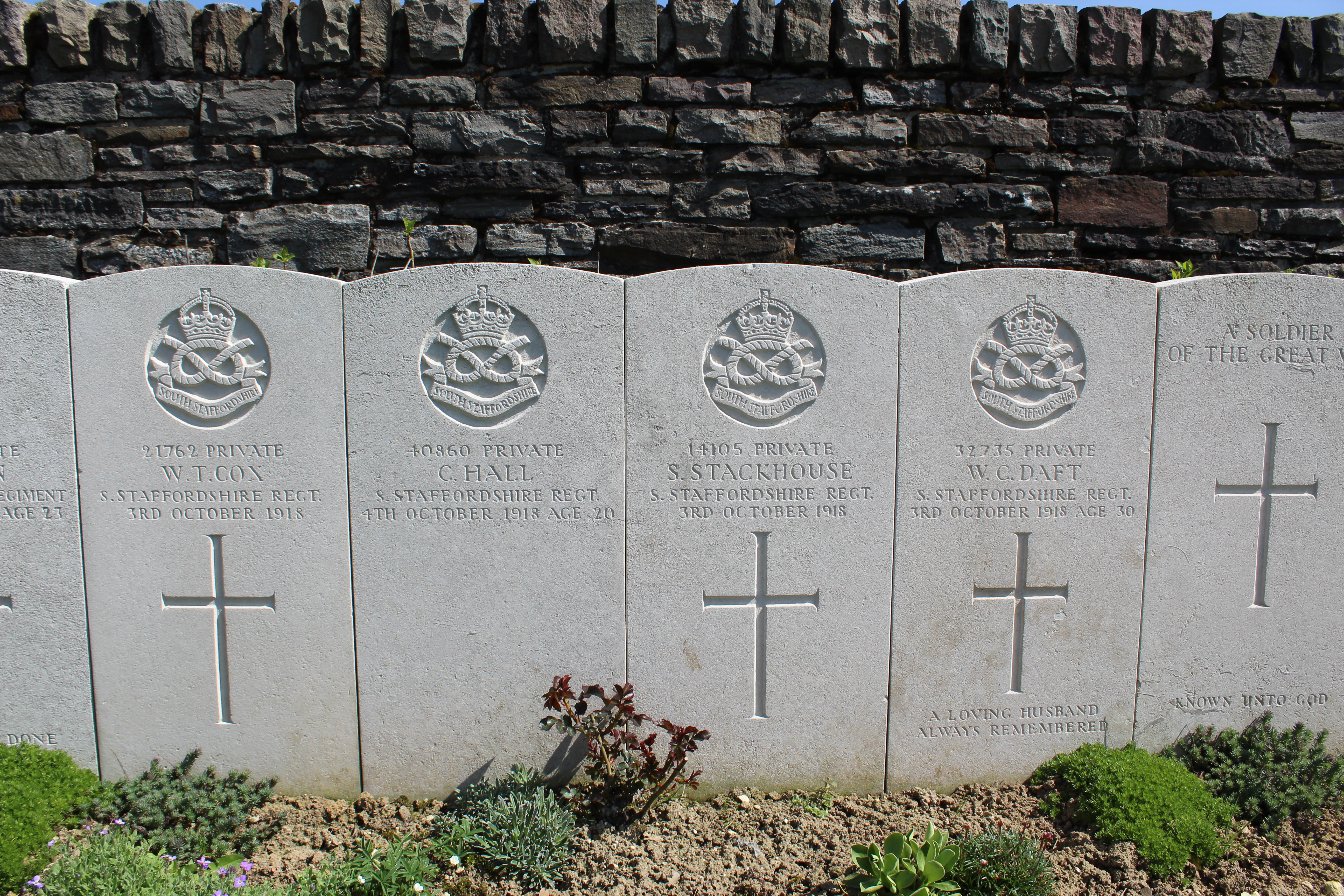
Tombes de soldats du S.Stafordshire Regt.

## Victimes
| Pays        | Tombes |
| ----------- | ------ |
| Royaume-Uni | 86     |
| Australie   | 3      |
| Total       | 89     |